# Place Édith-Piaf
La place Édith-Piaf est une voie située dans le quartier Saint-Fargeau du 20e arrondissement de Paris.

## Situation et accès

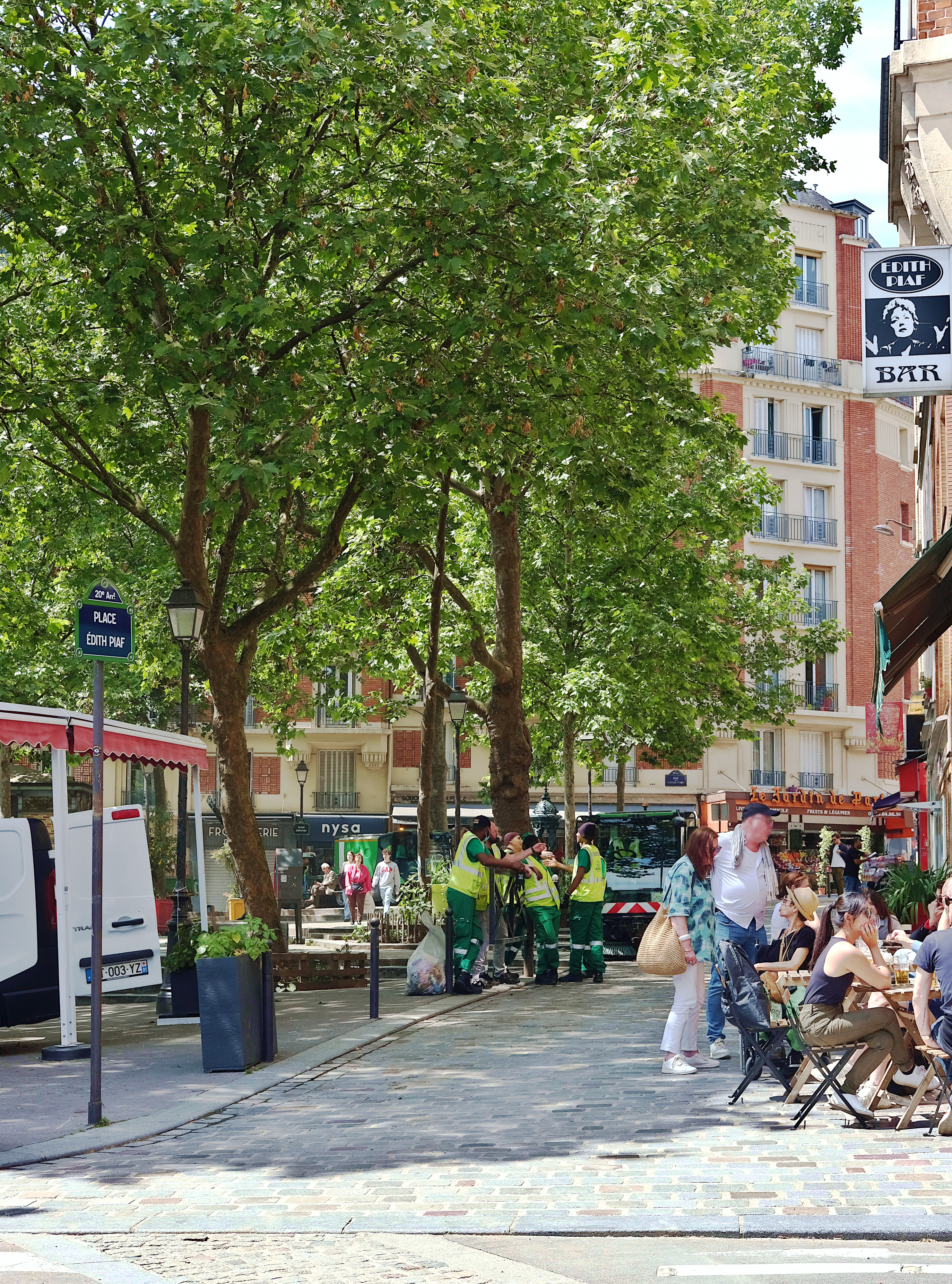
Place Édith-Piaf en 2024.

La place Édith-Piaf est située dans le triangle entre la rue Belgrand, la rue du Capitaine-Ferber et la rue de la Py, dans le 20e arrondissement de Paris. 
On y trouve un des accès à la station de métro Porte de Bagnolet, sur la ligne 3.

## Origine du nom
Elle porte le nom de la chanteuse française Édith Giovanna Gassion dite Édith Piaf (1915-1963).

## Historique
Cette place est créée sous sa dénomination actuelle sur l'emprise des voies qui la bordent par un arrêté municipal du 30 août 1978.
L'inauguration du réaménagement de cette place, à l'occasion du 40e anniversaire de la disparition de la chanteuse, est effectué par Bertrand Delanoë, maire de Paris, le samedi 11 octobre 2003.
Ce réaménagement permet d'offrir davantage d'espace aux piétons et de créer des gradins accompagnant l'inclinaison du sol. La fontaine Wallace et le médaillon de bronze à l'effigie de l'artiste sont réinstallés. Une statue représentant l'artiste, réalisée par Lisbeth Delisle, est également dévoilée lors de cette cérémonie.